# 北爪由紀夫
北爪 由紀夫（きたづめ ゆきお、1950年8月31日 - ）は、日本の経済産業官僚。通商産業大臣官房審議官や、特許庁総務部長、カタール駐箚特命全権大使等を経て、工業所有権電子情報化センター理事長。カタール国勲功懸章受章。

## 人物・経歴
埼玉県立熊谷高等学校を経て、1973年東北大学法学部卒業、通商産業省入省。1993年東京都労働経済局商工計画部長。1996年通商産業省貿易局総務課長。1997年通商産業大臣官房審議官（貿易局・安全保障貿易担当）。1999年特許庁総務部長。2001年日本貿易保険理事。2007年カタール駐箚特命全権大使。2010年カタール国勲功懸章受章。同年日本航空機開発協会副理事長。2014年双日取締役。工業所有権電子情報化センター理事長、日本特許情報機構理事等も務めた。2021年春の叙勲で瑞宝中綬章受章。